# Albert Sandström (företagare)
Albert Sandström, född 19 april 1883 i Ön, Umeå landsförsamling, död 30 april 1962 i Katarina församling, Stockholm, var en svensk företagare.
Albert Sandström var son till hemmansägaren Anders Sandström. Efter avslutade skolstudier var han anställd vid Erikssons snickerifabrik i Umeå 1903–1907. 1907–1910 arbetade han som byggnadssnickare i Stockholm, bland annat vid bygget Oscarskyrkan. Han var en framstående skidlöpare och svensk mästare i budkavlelöpning 1909 och 1911. Tillsammans med sina bröder Johan Alfred Sandström (1879–1949) och Alfred Sandström (1889–1936) som också var framstående skidåkare, startade han 1910 Bröderna Sandströms skidfabrik i Stockholm. Företaget ombildades 1927 till aktiebolag med Albert Sandström som VD, och blev med tiden den ledande skidfabriken i Sverige. Man tog fram nya förbättrade skidmodeller och arbetade även för export. 1941 flyttades fabriken till Lindesberg.